# Résolution 59 du Conseil de sécurité des Nations unies
Membres permanents
- Chine
- États-Unis
- France
- Royaume-Uni
- URSS

Membres non permanents
- Argentine
- Belgique
- Canada
- Colombie
- Syrie
- RSS d'Ukraine

Résolution no 58 Résolution no 60

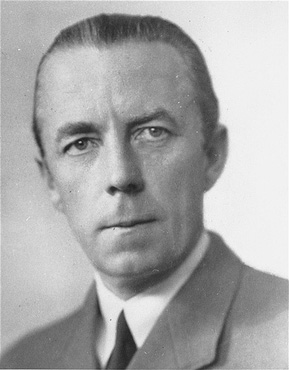
Folke bernadotte

La résolution 59 du Conseil de sécurité des Nations unies  est une résolution du Conseil de sécurité des Nations unies adoptée le 19 octobre 1948.
Cette résolution relative à la question de la Palestine, fait suite au rapport du médiateur par intérim à la suite des assassinats du médiateur Folke Bernadotte et à l'observateur André Sérot (colonel) et à la difficulté de maintenir la trêve, 
- note que le gouvernement provisoire d'Israël n'a produit aucun rapport ;
- invite ledit gouvernement à fournir des informations sur l'enquête ;
- rappelle les résolutions 54 et 56 ;
- rappelle au médiateur par intérim que les observateurs doivent être équitablement répartis;
- décide que les gouvernements doivent :
  - permettre aux observateurs d'accéder aux lieux ;
  - faciliter la liberté de mouvement de ces observateurs ;
  - apporter leur coopération ;
  - assurer pleinement l'exécution des accords ;
  - garantir la sécurité des observateurs ;
  - appréhender et punir les personnes coupables d'agression sur ces observateurs.

La résolution a été adoptée.

## Texte
- Résolution 59 sur fr.wikisource.org
- Résolution 59 sur en.wikisource.org